# أندي راموس
أندي راموس (23 فبراير 1991 في كوبا - ) هو لاعب كرة قدم كوبي في مركز حراسة المرمى. شارك مع منتخب كوبا لكرة القدم. أما مع النوادي، فقد لعب مع FC Matanzas ‏.

## وصلات خارجية
- أندي راموس على موقع الاتحاد الدولي (مؤرشف)  (الإنجليزية)
- أندي راموس على موقع قاعدة بيانات كرة القدم.إي يو (الإنجليزية)
- أندي راموس على موقع ناشيونال فوتبول تيمز (الإنجليزية)